# اسطوره‌شناسی هندو
اسطوره‌شناسی هندو بدنه وسیع اساطیر و روایات سنتی مرتبط با آئین هندوئیسم است که ریشه در ادبیات سانسکریت (شامل اشعار حماسه‌ای مهابارته، رامایانا، پوراناها و وداها) دارد. پیشینه و تنوع فرهنگ و دین هندی باعث پیدایی یکی از پیچیده‌ترین و غنی‌ترین مجموعهٔ اساطیری جهان شده است. قدرت دیرمان این اساطیر که ریشه‌هایش در تاریکنای زمان پنهان است، در نقش حیاتی آن‌ها، نماینده شده که هنوز در جامعهٔ نوین هند تأثیر گذارند. اساطیر هندو یکی از غنی‌ترین عناصر فرهنگ هند به‌شمار می‌رود. از طریق نسل‌ها، داستان‌های مختلفی در اساطیر هندو از نسلی به نسل دیگر به‌وسیلهٔ کلام یا از طریق متون مقدس منتقل شده است. علاوه بر این، اسطوره‌های هندو به‌طور گسترده در حکایات ترجمه شده‌ای مانند پنچاتنترا و هیتوپادشا، و همچنین در متون جنوب شرق آسیا تحت تأثیر سنت‌های هندو یافت می‌شوند.

## منابع

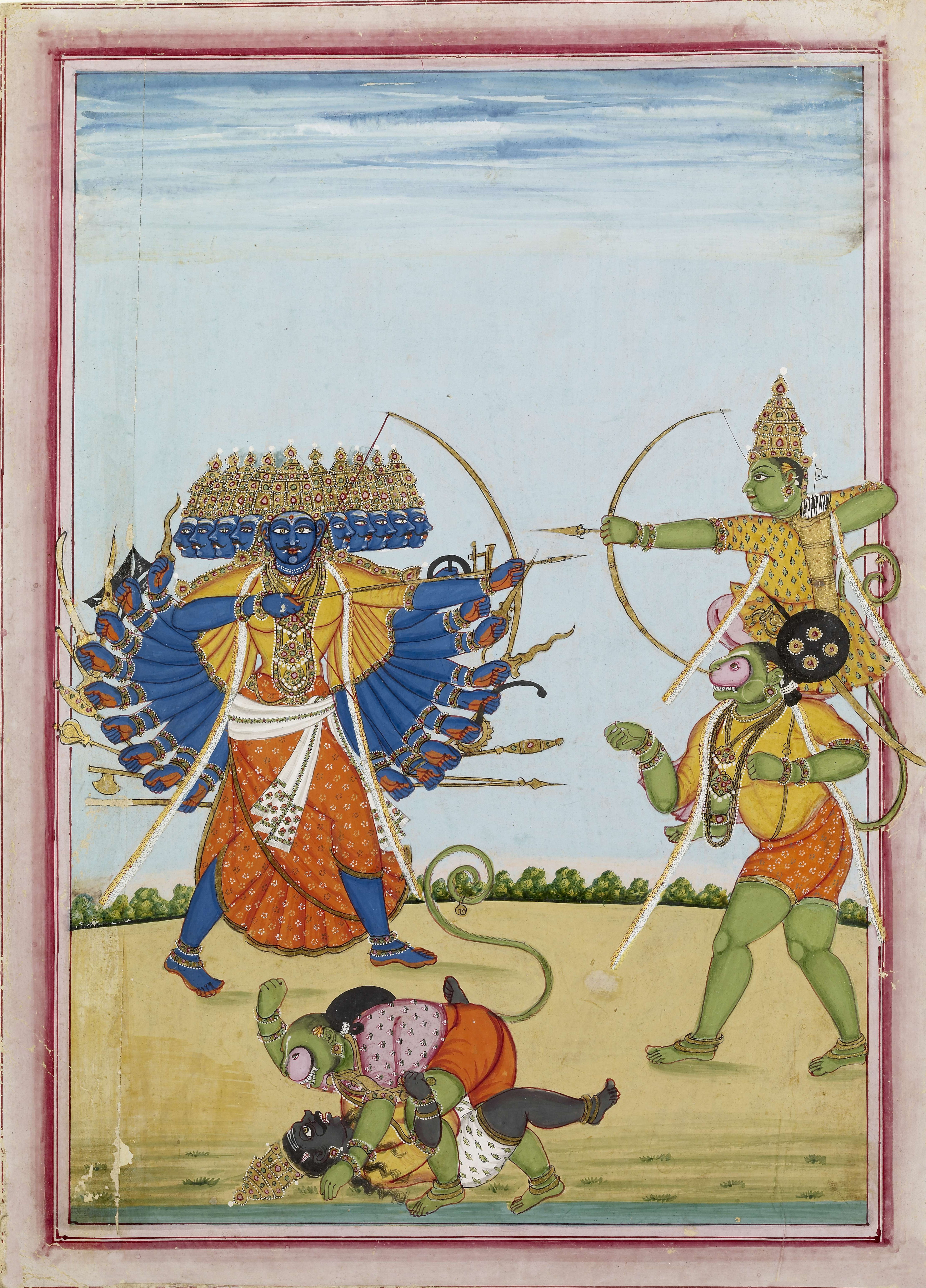
راما (راست) که بر روی شانه‌های هانومان نشسته، در حال نبرد با دیو شاه راوانا است. صحنه‌ای از رامایانا.

## کیهان‌شناسی

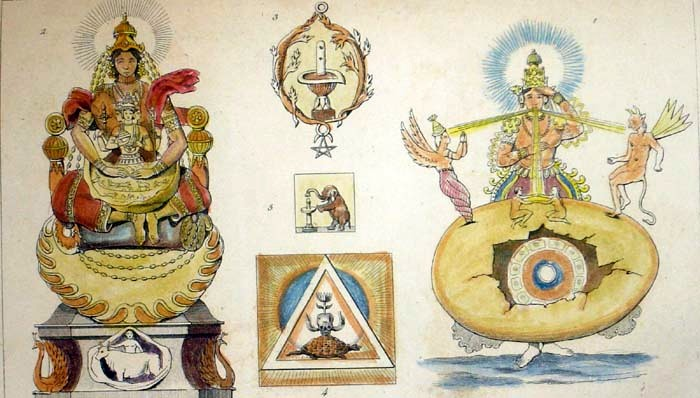
تلاشی برای به تصویر کشیدن فعالیت‌های خلاقانه پراجاپاتی. حکاکی استیل از دهه ۱۸۵۰، با رنگ‌آمیزی دستی مدرن منبع: ebay، دسامبر ۲۰۰۶

زمانی که سرود حماسی مهاباراتا نوشته شد (۳۰۰ پیش از میلاد - ۳۰۰ پس از میلاد)، ایزدانی که فقط نقش جزئی در وداها داشتند، محبوب‌تر شدند. سه ایزد برتر که با عنوان تریمورتی یا «اتحاد سگانی هندو» شناخته شدند عبارتند از: برهما خالق، ویشنو نگاه‌دارنده و شیوا ویرانگر. هرچند از ویشنو گهگاه تنها در ریگ‌ودا یاد شده است، اما او به زودی یکی از مهم‌ترین خدایان در ایزدستان هندی به‌شمار رفت. در حالی که برهما اغلب به عنوان آفرینندهٔ کیهان و شیوا به عنوان نابودگر آن پنداشته می‌شود، ویشنو مسئول نگهداری جهان و همه مخلوقات زنده است، همچون خورشید که گاهی ویشنو را با آن یکی می‌پندارند. شهرت آن‌ها در طی قرون وسطی به اوج خود رسید و داستان‌های کهن در مجموعه متون مقدس پورانه‌ها گردآوری شد که دستاوردها و ماجراجویی‌ها را در طیف بسیار گسترده ثبت نمود.